# Fabrizio Sforza di Caravaggio
Fabrizio Sforza di Caravaggio (Milano, ottobre 1580 – dicembre 1625) è stato un generale e nobile italiano.

## Biografia
Conosciuto anche come Fabrizio Sforza Colonna, nacque poco prima del 15 ottobre 1580, figlio di Francesco I Sforza di Caravaggio, marchese di Caravaggio, e di donna Costanza Colonna, figlia dell'ammiraglio Marcantonio II Colonna.
Come secondogenito del marchese, fu paggio del re di Spagna Filippo II, che possedeva il ducato di Milano. Divenne poi consigliere del re Filippo III e generale nell'esercito di Spagna.
Fu Cavaliere del Sovrano Militare Ordine di Malta e nominato capitano generale delle galee dell'Ordine il 22 agosto 1606.
Fu lui nel luglio del 1607 a portare su una galea Michelangelo Merisi detto il Caravaggio, a cui lo legava una fraterna amicizia, a Malta e a introdurlo nell'Ordine. 
Fu quindi Gran Priore di Venezia dal 1610 al 1625, anno in cui morì e fu sepolto il 15 dicembre a Caravaggio.

## Ascendenza
|                                             |                                       |                                       | Genitori                               |  |  | Nonni |  |  | Bisnonni                |  |  | Trisnonni       |  |
|                                             |                                       |                                       |                                        |  |  |       |  |  | Giovanni Paolo I Sforza |  |  | Ludovico Sforza |  |
|                                             |                                       |                                       |                                        |  |  |       |  |  | Giovanni Paolo I Sforza |  |  | Ludovico Sforza |  |
|                                             |                                       | Lucrezia Crivelli                     |                                        |  |  |       |  |  | Giovanni Paolo I Sforza |  |  |                 |  |
| Muzio I Sforza di Caravaggio                |                                       |                                       |                                        |  |  |       |  |  | Giovanni Paolo I Sforza |  |  |                 |  |
|                                             |                                       | Violante Bentivoglio                  | Alessandro Bentivoglio                 |  |  |       |  |  |                         |  |  |                 |  |
|                                             |                                       | Violante Bentivoglio                  | Alessandro Bentivoglio                 |  |  |       |  |  |                         |  |  |                 |  |
|                                             |                                       | Violante Bentivoglio                  | Ippolita Sforza                        |  |  |       |  |  |                         |  |  |                 |  |
| Francesco I Sforza di Caravaggio            |                                       | Violante Bentivoglio                  |                                        |  |  |       |  |  |                         |  |  |                 |  |
|                                             |                                       | Bosio II Sforza di Santa Fiora        | Federico I Sforza di Santa Fiora       |  |  |       |  |  |                         |  |  |                 |  |
|                                             |                                       | Bosio II Sforza di Santa Fiora        | Federico I Sforza di Santa Fiora       |  |  |       |  |  |                         |  |  |                 |  |
|                                             |                                       | Bosio II Sforza di Santa Fiora        | Bartolomea Orsini                      |  |  |       |  |  |                         |  |  |                 |  |
| Faustina Sforza di Santa Fiora              |                                       | Bosio II Sforza di Santa Fiora        |                                        |  |  |       |  |  |                         |  |  |                 |  |
|                                             |                                       | Costanza Farnese                      | Paolo III                              |  |  |       |  |  |                         |  |  |                 |  |
|                                             |                                       | Costanza Farnese                      | Paolo III                              |  |  |       |  |  |                         |  |  |                 |  |
|                                             |                                       | Costanza Farnese                      | Silvia Ruffini                         |  |  |       |  |  |                         |  |  |                 |  |
| Fabrizio Sforza di Caravaggio               |                                       | Costanza Farnese                      |                                        |  |  |       |  |  |                         |  |  |                 |  |
|                                             | Ascanio I Colonna, II duca di Paliano | Fabrizio I Colonna, I duca di Paliano |                                        |  |  |       |  |  |                         |  |  |                 |  |
|                                             | Ascanio I Colonna, II duca di Paliano | Fabrizio I Colonna, I duca di Paliano |                                        |  |  |       |  |  |                         |  |  |                 |  |
|                                             | Ascanio I Colonna, II duca di Paliano | Agnese di Montefeltro                 |                                        |  |  |       |  |  |                         |  |  |                 |  |
| Marcantonio II Colonna, III duca di Paliano | Ascanio I Colonna, II duca di Paliano |                                       |                                        |  |  |       |  |  |                         |  |  |                 |  |
|                                             |                                       | Giovanna d'Aragona                    | Ferdinando d'Aragona, duca di Montalto |  |  |       |  |  |                         |  |  |                 |  |
|                                             |                                       | Giovanna d'Aragona                    | Ferdinando d'Aragona, duca di Montalto |  |  |       |  |  |                         |  |  |                 |  |
|                                             |                                       | Giovanna d'Aragona                    | Castellana Folch de Cardona            |  |  |       |  |  |                         |  |  |                 |  |
| Costanza Colonna                            |                                       | Giovanna d'Aragona                    |                                        |  |  |       |  |  |                         |  |  |                 |  |
|                                             |                                       | Girolamo Orsini, signore di Bracciano | Giovanni Giordano Orsini               |  |  |       |  |  |                         |  |  |                 |  |
|                                             |                                       | Girolamo Orsini, signore di Bracciano | Giovanni Giordano Orsini               |  |  |       |  |  |                         |  |  |                 |  |
|                                             |                                       | Girolamo Orsini, signore di Bracciano | Felice Della Rovere                    |  |  |       |  |  |                         |  |  |                 |  |
| Felicia Orsini                              |                                       | Girolamo Orsini, signore di Bracciano |                                        |  |  |       |  |  |                         |  |  |                 |  |
|                                             |                                       | Silvia Sforza di Santa Fiora          | Bosio II Sforza di Santa Fiora         |  |  |       |  |  |                         |  |  |                 |  |
|                                             |                                       | Silvia Sforza di Santa Fiora          | Bosio II Sforza di Santa Fiora         |  |  |       |  |  |                         |  |  |                 |  |
|                                             |                                       | Silvia Sforza di Santa Fiora          | Costanza Farnese                       |  |  |       |  |  |                         |  |  |                 |  |
|                                             |                                       | Silvia Sforza di Santa Fiora          |                                        |  |  |       |  |  |                         |  |  |                 |  |